# Quim Torra
Joaquim Torra i Pla, detto Quim (Blanes, 28 dicembre 1962), è un editore, scrittore e politico spagnolo, presidente della Generalitat de Catalunya dal 17 maggio 2018 fino al 28 settembre 2020.

## Biografia

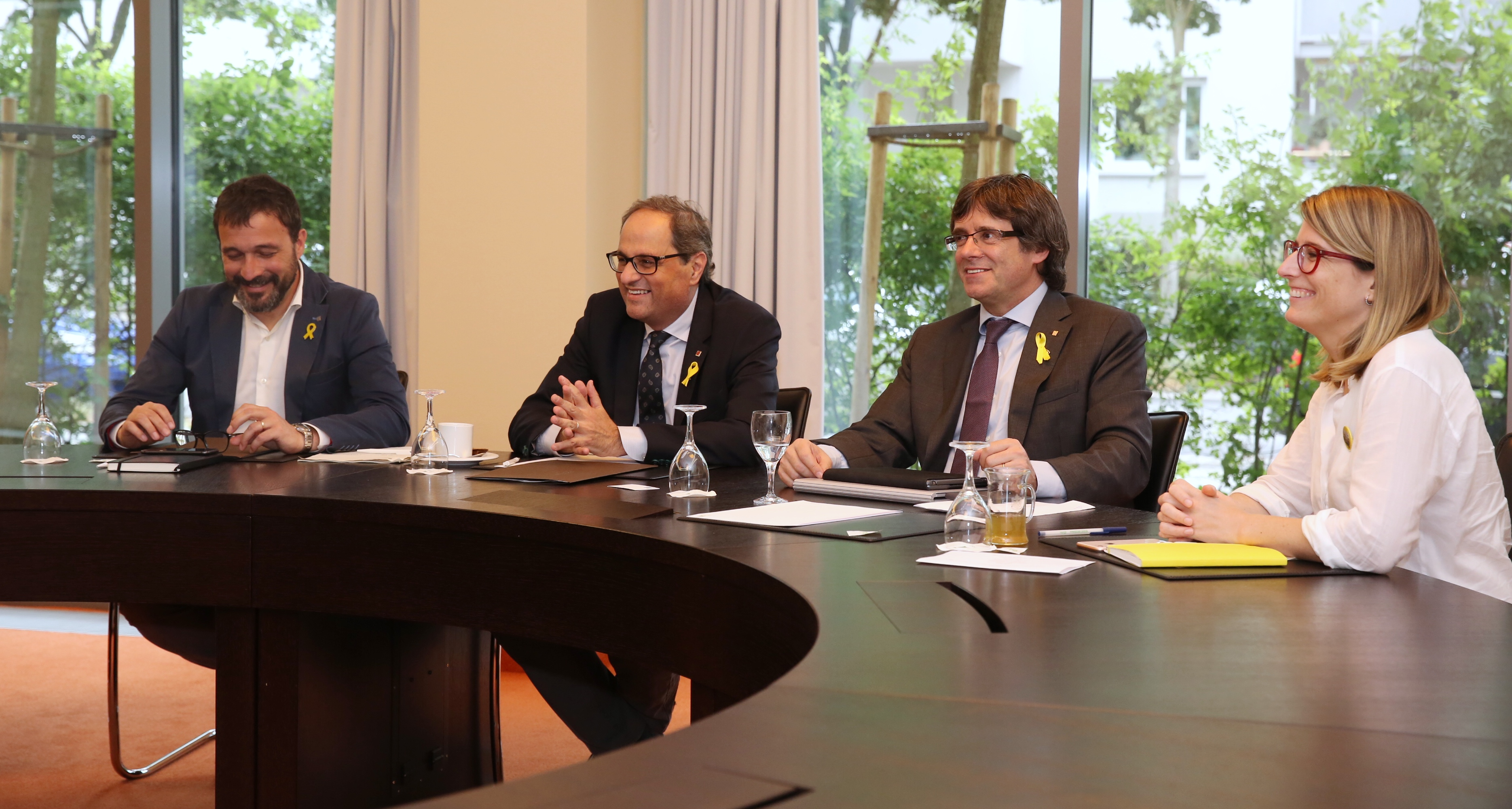
Torra con il suo predecessore Carles Puigdemont a Schönefeld

Nato il 28 dicembre 1962 a Blanes, in provincia di Girona, dopo gli studi di giurisprudenza ha lavorato per diciott'anni per la Winterthur, prima come avvocato, poi come "esecutivo" poi, a partire da gennaio 2006, come membro di una équipe internazionale alla sede centrale della compagnia a Winterthur, in Svizzera. Lasciò l'assicurazione nel 2007, quando fu acquistata dal gruppo francese di assicurazioni AXA. Su quest'esperienza svizzera ha scritto il diario El quadern suìs pubblicato nel 2018. Negli ultimi anni si è dedicato alla creazione letteraria attraverso l'editore A Contra Vent, che ha fondato nel 2008, con il quale ha iniziato a sviluppare un'intensa attività di recupero della tradizione letteraria e giornalistica catalana, in particolare al tempo della Seconda Repubblica spagnola, nonché della saggistica contemporanea. L'8 ottobre 2009 ha vinto il premio Carles Rahola per il saggio Viatge involuntari a la Catalunya impossible.
Il 30 aprile 2011 è stato eletto membro del consiglio permanente dell'Assemblea nazionale catalana ed è stato anche vicepresidente di Òmnium Cultural. Nel 2012 è stato nominato direttore del Borne Centro de Cultura y Memoria. Collabora anche alla rivista digitale Esguard. Nel 2015 è stato nominato presidente di Òmnium Cultural per sostituire Muriel Casals fino a dicembre dello stesso anno, quando è stato sostituito da Jordi Cuixart.
Nel 2009 aderisce a Reagrupament. Candidato numero 11 nella lista per Barcellona della coalizione Junts per Catalunya (JxCat) per le elezioni al Parlamento di Catalogna nel dicembre 2017, è stato eletto deputato per la dodicesima legislatura della camera legislativa regionale, costituita il 17 gennaio del 2018. Il 10 maggio dello stesso anno, Carles Puigdemont, presidente della Generalitat de Catalunya tra il 2016 e il 2017, lo ha proposto come candidato a nuovo presidente della Generalitat. Viene eletto dal Parlamento catalano il 14 maggio, insediandosi il 17 maggio, e subentrando con il suo governo il 2 giugno al commissario straordinario del governo spagnolo Soraya Sáenz de Santamaría.
Il 28 settembre 2020 è stato inabilitato per disobbedienza con una sentenza del Tribunale Supremo spagnolo, venendo quindi destituito, e sostituito ad interim dal vicepresidente Pere Aragonès i Garcia come "vicepresident del Govern en substitució de la presidència de la Generalitat" (vicepresidente del governo in sostituzione della presidenza della Generalitat), lasciando vacante il seggio del presidente.
Presentando il decreto governativo del 30 settembre di sostituzione del presidente, la portavoce del governo regionale, Meritxell Budó, ha dichiarato: "El canvi que hem notat és que la repressió ha inhabilitat el president Torra. No hi ha hagut canvi de president. El president ha estat inhabilitat i el vicepresident ha d'exercir unes funcions concretes de substitució i això és el que avui hem fet amb aquest decret." (Il  cambiamento che abbiamo notato è che la repressione ha inabilitato il presidente Torra. Non c'è stato cambiamento di presidente. Il presidente è stato inabilitato e il vicepresidente deve esercitare alcune funzioni concrete di sostituzione e questo è quello che abbiamo fatto oggi con questo decreto.)
Da parte sua, Pere Aragonès ha dichiarato nel suo intervento in Parlamento: "Després de la inhabilitació del president Torra, no hi ha president. No hi haurà president fins que la ciutadania esculli un. No normalitzarem la situació." (Dopo l'inabilitazione del presidente Torra non c'è presidente. Non ci sarà presidente finché i cittadini non ne eleggeranno uno. Non normalizzeremo la situazione.).

## Opere
- Periodisme? Permetin! La vida i els articles d'Eugeni Xammar (2008)
- Viatge involuntari a la Catalunya impossible (2010)
- Honorables. Cartes à la patria perduta (2011)
- Muriel Casals o la revoluciò dels somriures (2016)
- El quadern suìs (2018)